# Учебная литература
Уче́бная литерату́ра — литература, произведения письменности и печати, создаваемые как средство обучения для определенной системы образования или переподготовки кадров, для конкретного учебного заведения или для самообразования.

## Определение
Согласно БСЭ учебная литература — это литература, произведения письменности и печати, создаваемые как средство обучения для определенной системы образования или переподготовки кадров, для конкретного учебного заведения или для самообразования. 

## Виды учебной литературы
Учебная литература группируется по видам изданий: 
- программно-методические — программы (рабочие, стабильные), методические указания к программам, методические письма и руководства;
- обучающие — буквари, учебники, учебные пособия, лекции, конспекты лекций, сборники лекций;
- вспомогательные — хрестоматии, практикумы, сборники практических заданий, упражнений и задач, планы практических и семинарских занятий, атласы, сборники чертежей, рабочие тетради, лабораторные журналы;
- издания для чтения на иностранных языках, содержащие методический аппарат.

## История
По данным ЮНЕСКО, в мире издание школьных учебников колебался от 3,5% до 39% числа названий. 

### Учебная литература в СССР
В СССР в 1975 году выпуск учебной литературы составил свыше 10% всей книжной продукции по числу названий и более 26% по тиражу. 
Учебную литературу издавали следующие издательства:
- для общеобразовательной школы: «Просвещение», «Радянська школа», «Народная асвета» (Белоруссия), «Укитувчи» (Узбекистан), «Мектеп», «Ганатлеба» (Грузия), «Маариф» (Азербайджан), «Швиеса» (Литва), «Лумина» (Молдова), «Валгус» (Эстония), «Мектеп» (Киргизия), «Луис» (Армения);
- для вузов и других специальных учебных заведений: отраслевые издательства «Колос», «Медицина» и прочие, центральное издательство «Высшая школа», издательства «Вища школа» (Украина), «Вышэйшая школа» (Белоруссия), издательства университетов, научные издательства республик;
- для книжной сети: Политиздат.